# Ron Fouchier

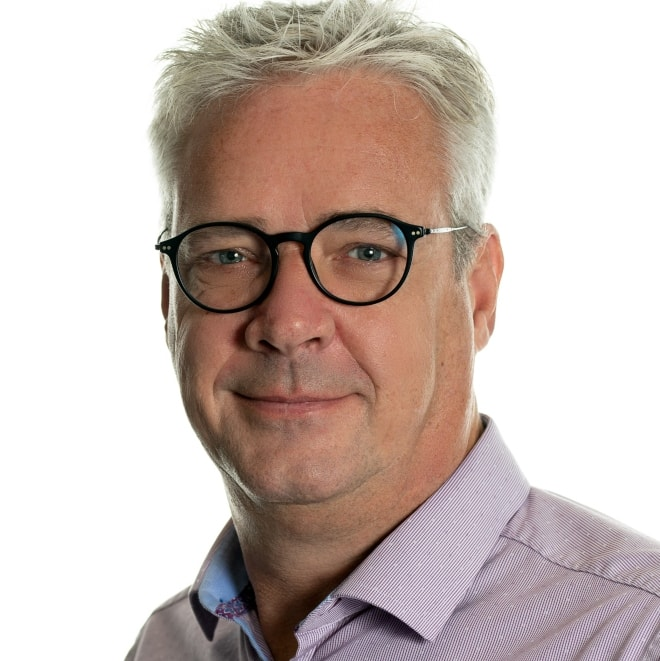
Ron Fouchier, 2023

Ronaldus (Ron) Adrianus Maria Fouchier (* 13. Oktober 1966 in Tilburg) ist ein niederländischer Virologe. Er ist Professor am Erasmus MC in Rotterdam. Fouchier ist bekannt für seine Forschungen zu Atemwegsviren bei Menschen und Tieren, zur Antigendrift sowie zu Zoonosen, Übertragungen und Pandemien von Influenzaviren.
Sein Team trug wesentlich zur Identifizierung und Charakterisierung verschiedener „neuer“ Viren bei, wie dem humanen Metapneumovirus, dem humanen Coronavirus NL63, dem SARS-Coronavirus, dem MERS-Coronavirus und dem Influenza-A-Virus-Subtyp H16.

## Leben
Von 1984 an studierte Fouchier an der Universität Wageningen und erlangte dort 1988 einen Bachelor of Science in Mikrobiologie. Im Jahr 1995 promovierte er an der Universiteit van Amsterdam mit der Dissertation Molecular determinants of HIV-1 phenotype. Seit 2007 ist er Professor am Erasmus MC. Er ist stellvertretender Leiter der virologischen Abteilung.

## Auszeichnungen
2006 erhielt Fouchier die Heine-Medin-Auszeichnung der European Society for Clinical Virology. 2013 wurde er mit dem Huibregtsen-Preis der European Society Against Virus Diseases für herausragende innovative Wissenschaft mit gesellschaftlicher Wirkung ausgezeichnet.
Das Time Magazine nahm Fouchier im Jahr 2012 in ihre Liste der 100 einflussreichsten Personen auf.

## Kontroverse um seine Forschung
Mit seiner „Gain-of-Function“-Forschung zum H5N1-Virus verursachte Ron Fouchier eine Kontroverse in der internationalen Wissenschaft. Im Jahr 2012 hat Fouchier mit seinem Forscherteam den Influenzavirus H5N1 genetisch so verändert, dass sich dieser bei Frettchen per Tröpfcheninfektion übertragen ließ.

## Mitgliedschaften
- 2015: Mitglied der Holland Society of Sciences and Humanities
- 2016: Mitglied der Royal Dutch Academy of Arts and Sciences
- 2024: Ehrenmitglied der National Academy of Sciences USA

Fouchier ist Mitglied des Center for Research on Influenza Pathogenesis and Transmission (CRIPT), New York.

## Werke (Auswahl)
- mit Sandbulte MR, Westgeest KB et al.: Discordant antigenic drift of neuraminidase and hemagglutinin in H1N1 and H3N2 influenza viruses. In: Proc Natl Acad Sci U S A. Band 108, Nr. 51, 20. Dezember 2011, S. 20748–20753.
- mit Zaki AM, van Boheemen S et al.: Isolation of a novel coronavirus from a man with pneumonia in Saudi Arabia. In: N Engl J Med. Band 367, Nr. 19, 8. November 2012, S. 1814–1820.
- mit Russell CA, Fonville JM et al.: The potential for respiratory droplet-transmissible A/H5N1 influenza virus to evolve in a mammalian host. In: Science. Band 336, Nr. 6088, 22. Juni 2012, S. 1541–1547.
- mit Herfst S, Schrauwen EJ et al.: Airborne transmission of influenza A/H5N1 virus between ferrets. In: Science. Band 336, Nr. 6088, 22. Juni 2012, S. 1534–1541.
- mit Koel BF, Burke DF et al.: Substitutions near the receptor binding site determine major antigenic change during influenza virus evolution. In: Science. Band 342, Nr. 6161, 22. November 2013, S. 976–979.
- mit Richard M, Schrauwen EJ et al.: Limited airborne transmission of H7N9 influenza A virus between ferrets. In: Nature. Band 501, Nr. 7468, 26. September 2013, S. 560–563.
- mit Fonville JM, Wilks SH et al.: Antibody landscapes after influenza virus infection or vaccination. In: Science. Band 346, 2014, S. 996–1000.
- mit Linster M, van Boheemen S et al.: Identification, characterization, and natural selection of mutations driving airborne transmission of A/H5N1 virus. In: Cell. Band 157, Nr. 2, 10. April 2014, S. 329–339.
- mit de Graaf M: Role of receptor binding specificity in influenza A virus transmission and pathogenesis. In: EMBO J. Band 33, Nr. 8, 16. April 2014, S. 823–841.
- mit Lycett SJ, Bodewes R et al.: Role for migratory wild birds in the global spread of avian influenza H5N8. In: Science. Band 354, Nr. 6309, 14. Oktober 2016, S. 213–217.